# (2306) Bauschinger
(2306) Bauschinger (1939 PM) – planetoida z grupy pasa głównego asteroid okrążająca Słońce w ciągu 4,52 lat w średniej odległości 2,73 au. Odkryta 15 sierpnia 1939 roku.